# كانداس كروفورد
كانداس كروفورد (بالإنجليزية: Candace Crawford)‏ هي متزحلقة كندية، ولدت في 11 مارس 1994 في تورونتو في كندا.

## وصلات خارجية
- الموقع الرسمي
- كانداس كروفورد على موقع الاتحاد الدولي للتزلج (التزلج على المنحدرات الثلجية) (الإنجليزية)
- كانداس كروفورد على موقع أوليمبيديا (الإنجليزية)
- كانداس كروفورد على موقع اللجنة الأولمبية الكندية (الإنجليزية)